# Ophiomyia aberrans
Ophiomyia aberrans este o specie de muște din genul Ophiomyia, familia Agromyzidae, descrisă de Spencer în anul 1959. Conform Catalogue of Life specia Ophiomyia aberrans nu are subspecii cunoscute.